# La profecía
La profecía (The Omen) es una película de terror britano-estadounidense de 1976 dirigida por Richard Donner. La trama está basada en una idea original del productor Harvey Bernhard, quien contrató al guionista David Seltzer para preparar el guion. Está protagonizada por Gregory Peck, Lee Remick, David Warner, Harvey Stephens, Billie Whitelaw, Patrick Troughton, Martin Benson y Leo McKern. El tema musical es Ave Satani, de Jerry Goldsmith, quien ganó un Óscar de la Academia por su trabajo en la banda sonora.
Junto con Rosemary's Baby y El exorcista, es una de las pocas producciones cuya calidad trascendió el género de terror sobrenatural. Años después tuvo tres secuelas, con las que forma una especie de tetralogía, y tres décadas después se produjo una nueva versión, estrenada el 6 de junio del 2006, en medio de una sonora campaña de mercadotecnia por coincidir con la «fecha del anticristo».

## Trama

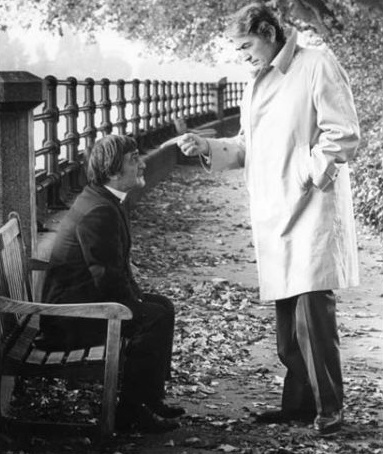
Fotografía publicitaria de La Profecía (The Omen) en la que aparece Gregory Peck de pie.

El hijo de Katherine (Lee Remick) y Robert Thorn (Gregory Peck) muere en Roma poco tiempo después de haber nacido. Robert es convencido por el padre Spiletto (Martin Benson) de sustituir a su hijo fallecido por un huérfano cuya madre murió en el mismo momento del parto, sin decirle nada a Katherine. Los padres nombran a su nuevo hijo Damien (Harvey Stephens). Tiempo después, Robert es nombrado embajador de los Estados Unidos en Gran Bretaña.
Mientras la familia vive en Inglaterra son testigos de varios eventos misteriosos. La niñera de Damien es visitada por un perro negro y tras esto se suicida ahorcándose durante la celebración de su quinto cumpleaños, dedicándolo como un regalo al niño. Tras esto es contratada una nueva niñera, la Señora Baylock (Billie Whitelaw), quien llega con un perro (el mismo que viera la joven antes de morir). El padre Brennan (Patrick Troughton), quien conoce el origen de Damien, le dice a Robert que acepte a Jesucristo como su salvador y que su esposa está embarazada advirtiéndole que Damien intentará matar a su hermano antes de que nazca. Sin embargo no es tomado en serio por Robert. Posteriormente el sacerdote huye y muere al ser atravesado por un pararrayos. Katherine le informa a Robert que está embarazada, pero sufre un aborto espontáneo tras caer desde un balcón al ser empujada por Damien.
Tras la muerte del padre Brennan, el fotógrafo Keith Jennings (David Warner), quien estuvo presente en el cumpleaños, comienza a investigar a Damien cuando descubre unas marcas en las fotografías de las personas fallecidas recientemente. Las marcas asemejan la forma en que cada uno murió, una marca en el cuello de la niñera y otra atravesando el cuerpo del sacerdote. Para su incomodidad, descubre que cuando se fotografía a sí mismo aparece con una marca similar en su cuello, por lo que se pone en contacto con Robert. Keith se dedica a investigar sobre la base de lo que dijo Brennan antes de morir y descubre una profecía sobre el nacimiento del anticristo, la cual se puede interpretar como que será el hijo de un dignatario poderoso, como Robert y que crecerá para convertirse en un líder mundial de gran influencia.
Robert se muestra incrédulo ante semejante tesis, pero decide investigar el origen de su hijo y junto a Keith viaja para recoger antecedentes del nacimiento de Damien. Ambos llegan al hospital de Roma donde nació, pero descubren que los archivos de maternidad y guardería fueron destruidos en un incendio. Robert y Keith visitan al padre Spiletto tras enterarse de que ahora vive en un monasterio, este se encuentra mudo y con la mitad de su cuerpo quemado ya que sobrevivió al incendio; aun así logra darse a entender y revela el lugar donde fueron enterrados la madre de Damien y el hijo de Robert por lo que ambos hombres viajan al cementerio. Al exhumar la tumba del niño descubren los huesos de su legítimo hijo con señales de haber sido asesinado intencionalmente y en la tumba de la madre descubren el esqueleto de un chacal hembra. Las pistas reunidas los llevan a creer que Damien es el Anticristo.
Mientras Robert está de viaje, Katherine se recupera en el hospital de sus heridas. Sin embargo, muere arrojada desde una ventana cayendo sobre una ambulancia por mano de la Señora Baylock, quien en realidad siempre ha sido una seguidora del demonio enviada a proteger al niño. Robert viaja con Keith a Israel para hablar con Bugenhagen, un arqueólogo que sabe cómo detener al Anticristo. Bugenhagen les informa que Damien será el Anticristo si tiene una marca de nacimiento que se asemeja a tres seis. Posteriormente Robert descubre que la única forma de matar a Damien es llevarlo a tierra consagrada y apuñalarlo con las siete dagas de Megido. A pesar de todo rehúsa asesinarlo ya que va contra su naturaleza matar a un niño y no es capaz de condenarlo por actos que no lleva a cabo todavía, por lo que se deshace de las dagas. Esto provoca una discusión con Keith quien decide recogerlas y ser quien asesine a Damien antes que también lo mate a él. Sin embargo, mientras las recupera, una lámina de vidrio cae desde un camión y lo decapita.
Horrorizado por las muertes de Keith y Katherine, Robert recupera las dagas y viaja a Inglaterra decidido a salir de dudas antes de tomar una decisión, por ello revisa la cabeza de Damien y descubre bajo su cabello la marca de la bestia. La Señora Baylock intenta matar a Robert, pero este la apuñala en el cuello con un tenedor. Robert abandona su casa con Damien para matarlo en tierra santa, mientras es perseguido por un grupo de seguridad. Cuando está a punto de asesinar a Damien en una iglesia, Robert recibe un disparo y muere. Tras celebrarse el entierro de Robet y Katherin, Damien es puesto bajo la tutela del presidente de Estados Unidos, quien era amigo de Robert. Mientras está en el funeral de Robert y Katherine, Damien mira a la cámara y sonríe.

## Reparto
- Gregory Peck como Robert Thorn.
- Lee Remick como Katherine Thorn.
- Harvey Stephens como Damien Thorn.
- David Warner como Keith Jennings.
- Billie Whitelaw como Señora Baylock
- Patrick Troughton como Padre Brennan.
- Martin Benson como Padre Spiletto.
- Leo McKern como Carl Bugenhagen.
- Robert Rietti como Monje.
- Tommy Duggan como Sacerdote.
- John Stride como Psiquiatra.
- Anthony Nicholls como Dr. Becker
- Holly Palance como Holly.
- Roy Boyd como Reportero.
- Freda Dowie como Monja.
- Sheila Raynor como Señora Horton
- Robert MacLeod como Horton.
- Bruce Boa como Tom.

## Estreno
La profecía fue estrenada el 6 de junio de 1976 en Reino Unido,  y el 25 de junio de 1976 en Estados Unidos recaudando más de cuatro millones de dólares en su primer fin de semana. La película recaudó un total de $60.922.980 en aquel país.

### Recepción
La película recibió una buena acogida por parte de la crítica cinematográfica, siendo incluida dentro de las mejores películas de 1976. La profecía posee un 84% de comentarios "frescos" en el sitio web Rotten Tomatoes, basado en un total de 32 comentarios. La Chicago Film Critics Association la ubicó en el puesto número 31 de "las películas más aterradoras".

## Otras versiones

### Precuelas
- La primera profecía (2024)

### Secuelas
- Damien: Omen II (1978)
- Omen III: The Final Conflict (1981)
- Omen IV: The Awakening (1991, hecha para televisión).

### Remake
- La profecía (2006).

## Premios
| Año  | Premio                               | Categoría                      | Receptor(es)                       | Resultado |
| ---- | ------------------------------------ | ------------------------------ | ---------------------------------- | --------- |
| 1978 | Evening Standard British Film Awards | Mejor actriz                   | Billie Whitelaw                    | Ganadora  |
| 1977 | Premios Óscar                        | Mejor banda sonora             | Jerry Goldsmith                    | Ganador   |
| 1977 | Premios Óscar                        | Mejor canción original         | Jerry Goldsmith (por "Ave Satani") | Candidato |
| 1977 | Premios Saturn                       | Mejor película de terror       |                                    | Candidato |
| 1977 | Premios BAFTA                        | Mejor actriz de reparto        | Billie Whitelaw                    | Candidata |
| 1977 | Premio Edgar                         | Mejor película                 | David Seltzer                      | Candidato |
| 1977 | Premios Globo de Oro                 | Nueva estrella del año - Actor | Harvey Stephens                    | Candidato |
| 1977 | Premios Grammy                       | Mejor banda sonora             | Jerry Goldsmith                    | Candidato |
| 1977 | Premios WGA                          | Mejor guion original           | David Seltzer                      | Candidato |
| 1976 | British Society of Cinematographers  | Mejor fotografía               | Gilbert Taylor                     | Ganador   |